# Castello di Altpernstein
Il castello di Altpernstein (in tedesco Burg Altpernstein) si trova nell'omonima frazione a Micheldorf in Oberösterreich, comune austriaco del Distretto di Kirchdorf an der Krems appartenente al Land dell'Alta Austria. La sua storia inizia nell'XI secolo.

## Storia

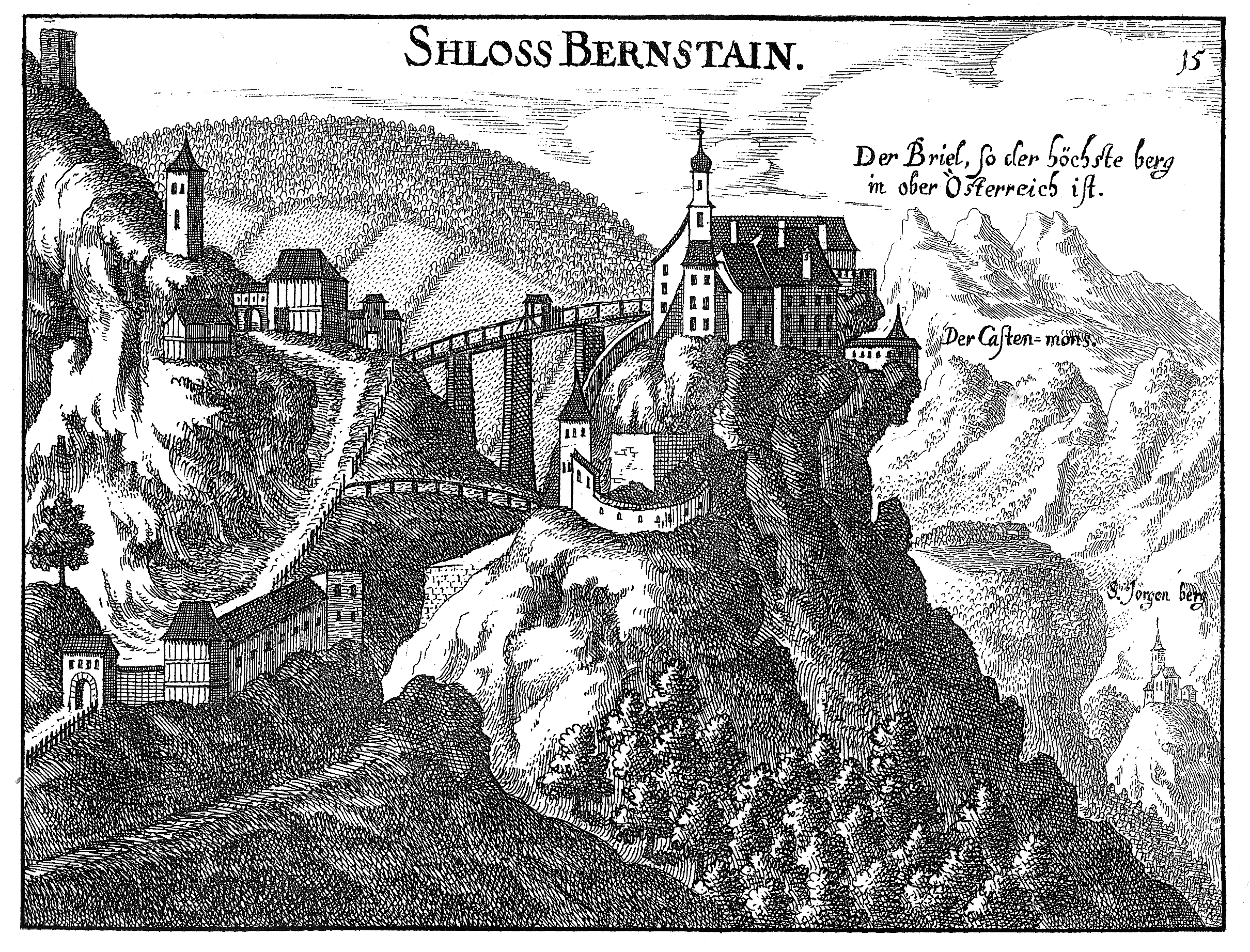
Castello di Altpernstein in un'incisione del 1674, opera di Georg Matthäus Vischer

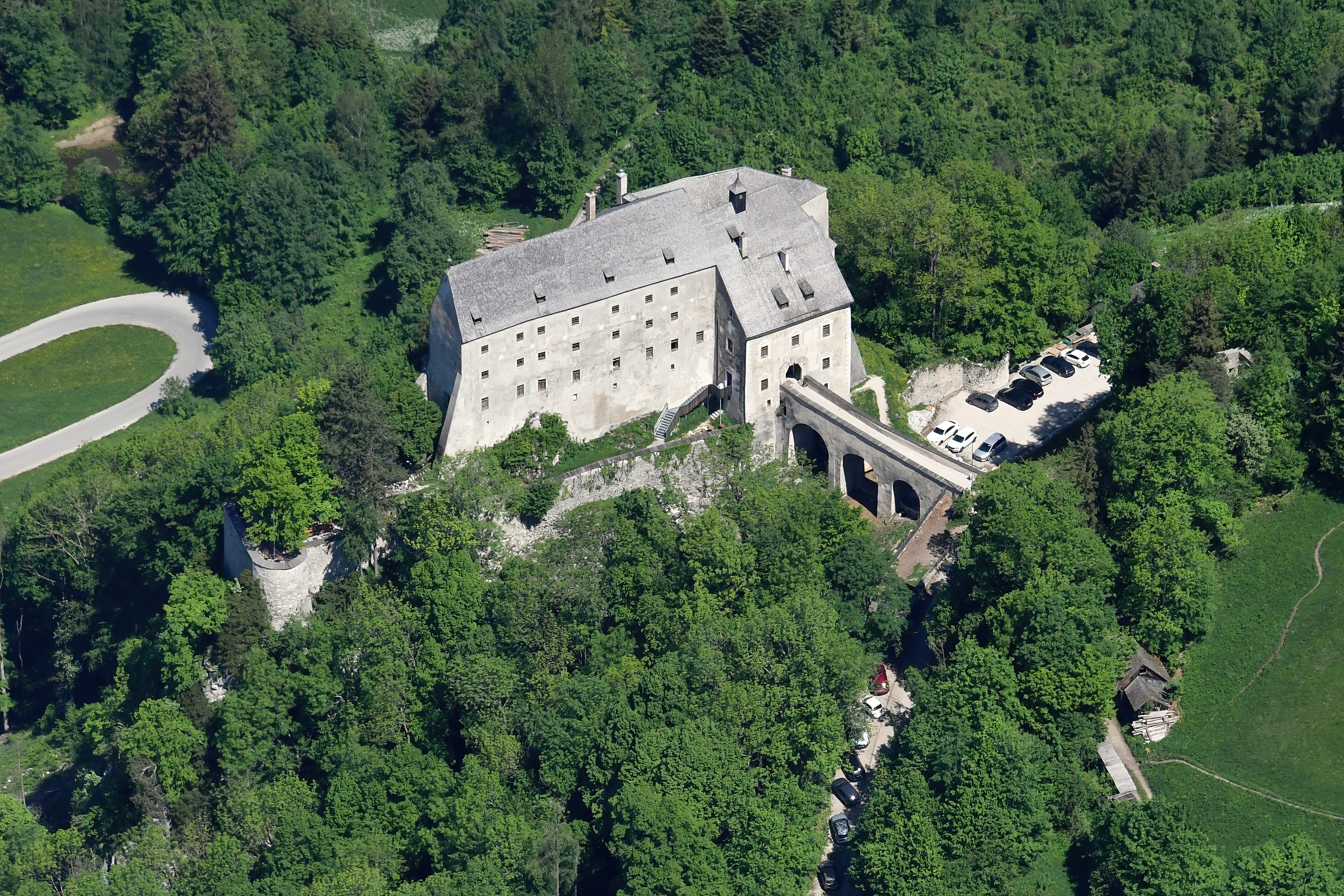
Vista aerea del castello

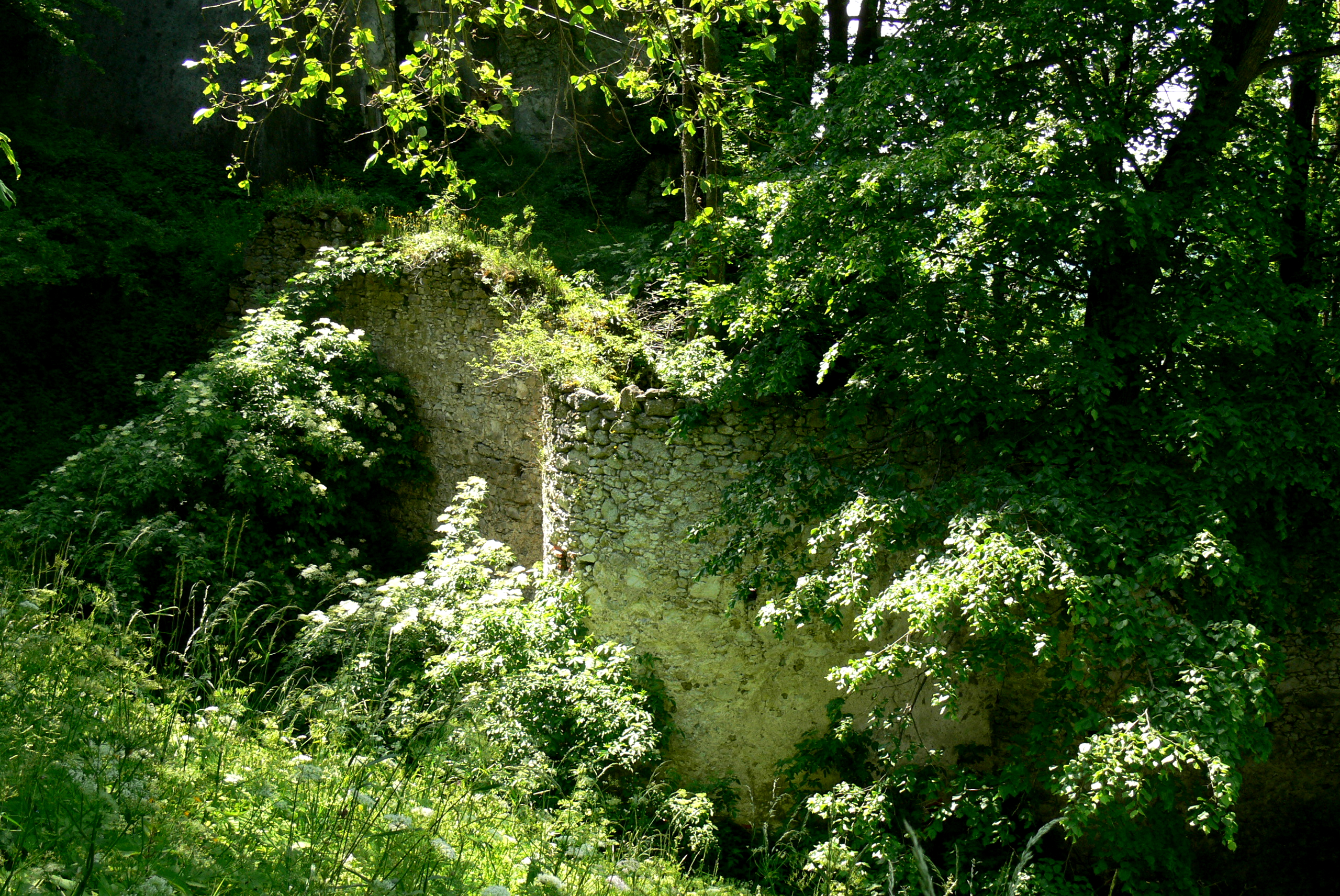
Resti delle antiche mura

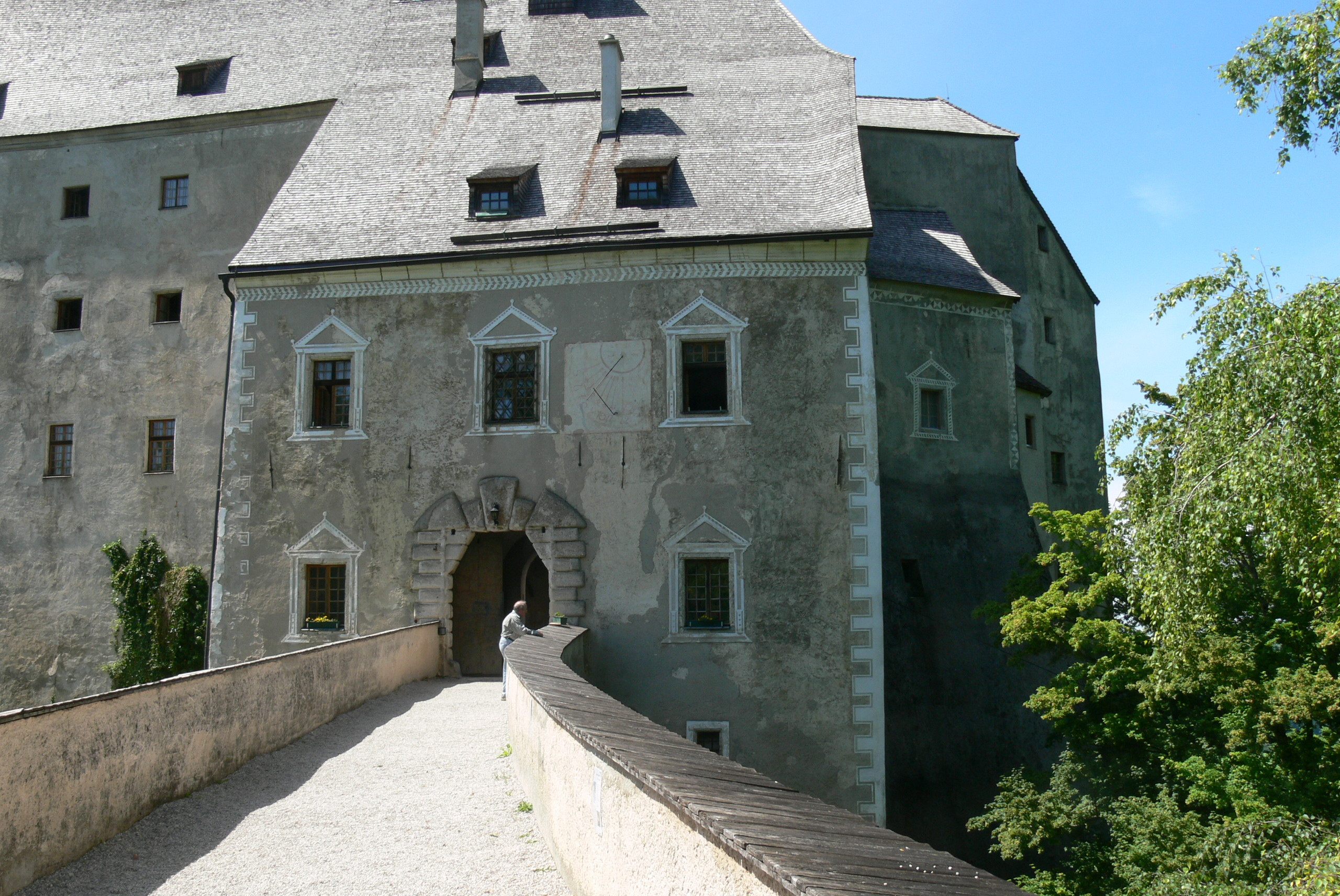
Torre col portale di accesso

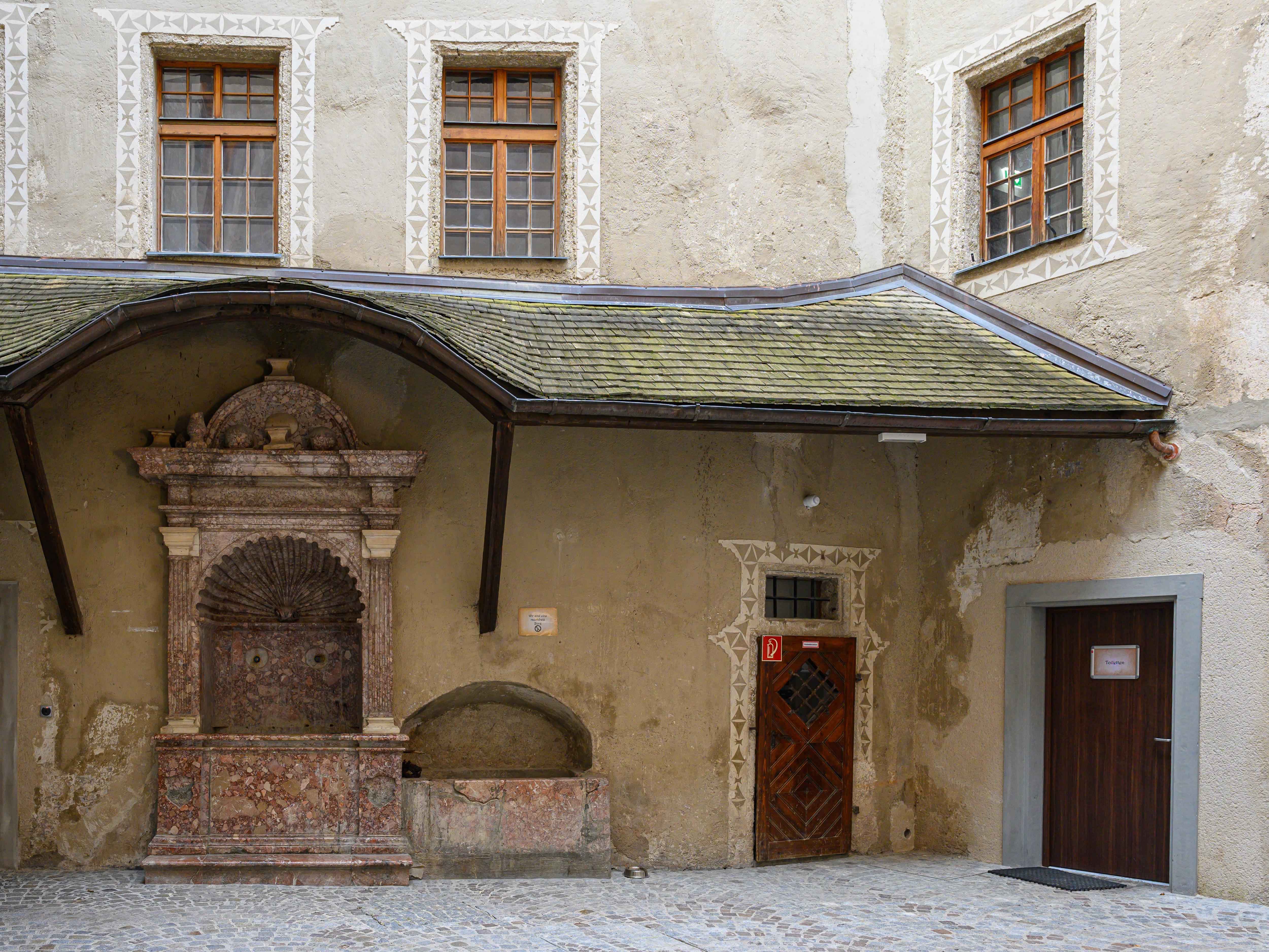
Particolare del cortile

Il sito aveva insediamenti già 4.500 anni fa, all'età della pietra seguirono i Celti e poi i Romani, tuttavia sembra che tali ricoveri non avessero carattere permanente e furono solo i bavaresi che capirono le opportunità strategiche della posizione per edificarvi castelli e controllare così il territorio che col tempo era mutato. Inizialmente la rocca del castello di Altpernstein venne utilizzata anche a scopo difensivo ed è possibile che sul sito una fortificazione ci fosse già nell'XI secolo per proteggersi dagli attacchi provenienti da est. La data effettiva della costruzione si presume sia riferibile a poco dopo dopo la fine del millennio. Vogt Pilgrim von Pernstein, menzionato nel 1069, non è sicuro che abbia effettivamente vissuto nel castello e fu Pillung von Pernstein il primo della sua famiglia ad essere storicamente accertato avervi risieduto. Pillung fu un ministeriale legato agli Ottocari della Marca di Stiria e con incarichi anche nel monastero di Kremsmünster, menzionato più volte in documenti tra il 1147 e il 1200. Il nome Pernstein deriva probabilmente da Bärenstein, poiché i signori di Pernstein avevano come stemma un orso bruno in campo giallo. Il successore di Pillung von Pernstein fu Heinrich von Grafenstein, menzionato in documenti del 1222, e con incarichi simili a quelli dell'antenato. Quando Heinrich morì, i suoi fratellastri Ulrich, Cholo e Gottfried divennero signori di Pernstein e presero il nome di Truchsen o Truchsner da quello della loro casa ancestrale in Carinzia. Sotto di loro il castello ebbe il suo primo periodo di massimo splendore e i Truchsen approfittarono del periodo turbolento successivo all'estinzione dei Babenberg per espandere il loro potere e assumere la direzione del tribunale regionale. Nel 1255 Ulrich si adoperò a beneficio dei monasteri di Garsten e Kremsmünster per riparare a varie usurpazioni che i beni ecclesiastici avevano subito. Sotto il re Rodolfo I d'Asburgo i Truchsen dovettero rinunciare ad alcuni beni e diritti che avevano acquisito senza autorizzazione centrale e, in cambio, poterono mantenere come propria la grande parte rimanente di proprietà che in precedenza era stata solo un feudo sovrano. Intorno al 1315 Libaun von Truchsen entrò in possesso della metà del castello di Schlierbach, che gli fu assegnato come feudo di Bamberga. Nel 1337 Hartnid e Libaun von Truchsen vendettero il castello di Altpernstein al governatore Eberhard V. von Walsee. I Wallseer erano una famiglia sveva che arrivò con gli Asburgo e presto raggiunse ricchezza e grande influenza. Possedevano molte tenute e castelli e difficilmente vivevano nel castello che perse così la sua importanza. Intorno al 1340 Eberardo fece edificare la cappella del castello e vi assunse il cappellano. Trasferì poi le rendite del castello al monastero di Schlierbach, da lui fondato. Nel 1394 Hans von Liechtenstein, maestro di corte del duca Alberto IV, acquistò la proprietà con il tribunale regionale sul Moos nonché i diritti di balivo sulle chiese di Wartberg, Kirchdorf e Schlierbach. Il tribunale regionale era un feudo dell'arcidiocesi di Bamberga ma dopo il 1395 i vescovi non avanzarono su di questo più alcuna pretesa. Quell'anno Hans von Liechtenstein, caduto in disgrazia presso il suo padrone, fu arrestato insieme alla sua famiglia da Pilgram von Puchheim e tenuto prigioniero nella fortezza. Il castello nel 1398, come tutti i possedimenti del Liechtenstein nell'Alta Austria, cadde nelle mani degli Asburgo che ne detennero i diritti nei secoli XV e XVI concedendolo talvolta come pegno o lasciandolo gestire da custodi di fiducia, per lo più membri della nobiltà locale. Nel 1398 la proprietà venne data in pegno alla stirpe Enns di Wallseer. Il primo di questa famiglia ad averne giurisdizione fu Reinprecht II von Wallsee che in pochi decenni riuscì ad acquisire quasi 100 possedimenti tra la Selva Boema e l'Adriatico quindi per lui la fortezza aveva un'importanza limitata e lo lasciava in gestione. Nel 1419, ad una faida contro il duca Ernesto, ne seguì una divisione dei beni tra Wolfgang V e Reinprecht V e il castello venne ceduto a Wolfgang V. A causa dello stile di vita sontuoso di Wolfgang la situazione finanziaria peggiorò il castello ne subì le conseguenze per il suo mantenimento.

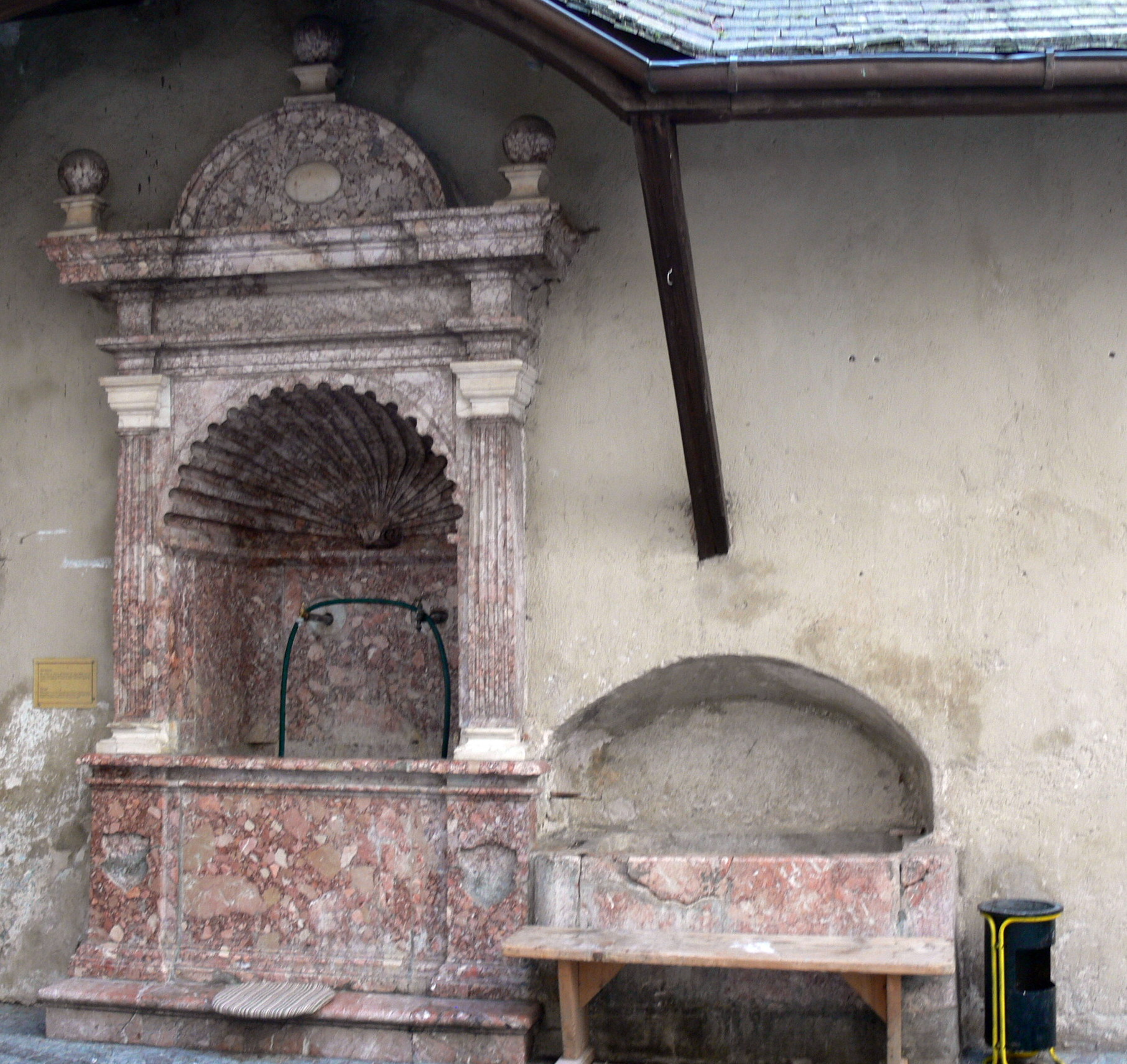
Fontana nel cortile, realizzata durante la ricostruzione rinascimentale

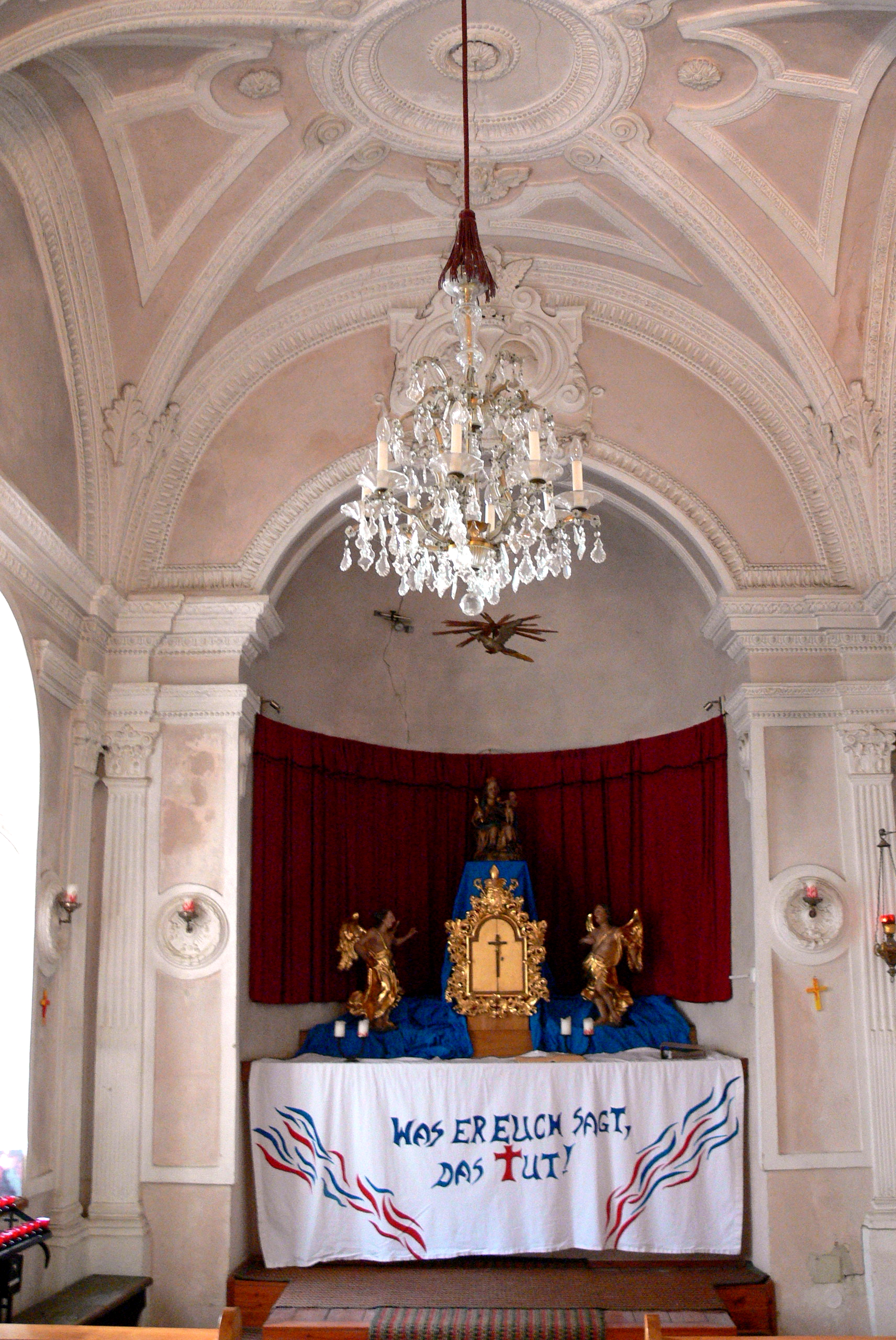
Cappella

Nel 1460 il nuovo signore divenne Konrad von Hurnheim che dovette impegnarsi, alla sua morte, a cedere la proprietà al duca Alberto VI o ai suoi eredi. Nel 1478 l'imperatore Federico III assegnò Altpernstein a Siegmund Prueschenk, della Stiria, e questi lasciò come custode Konrad von Hurnheim. Nell'ultimo decennio del XV secolo risultò essere custode il futuro maresciallo Kaspar von Volckensdorf al quale seguì Kaspar Perkheimer von Würting. Intorno al 1500 il complesso era una tenuta relativamente grande composta da 16 fattorie e numerosi altri edifici compresi 16 mulini e 2 taverne. Il reddito annuo tuttavia risultò all'epoca di 1.281 fiorini, non molto significativo in quanto la posizione piuttosto montuosa del territorio non consentiva elevate rese agricole. Le tasse dei sudditi venivano pagate per lo più in natura, ma alcune venivano già effettuate sotto forma di pagamenti in contanti. I pagamenti erano tradizionalmente limitati a pochi giorni all'anno ed erano moderati anche grazie all'intervento del re Ferdinando in favore dei contadini. Nella prima metà del XVI secolo la situazione nella Kremstal così rimase tranquilla mentre in gran parte dell'Alta Austria scoppiavano rivolte contadine. Nel 1529 i Perkheimer dovettero cedere il pegno a Hilprand Jörger contro la loro volontà ma ottennero il rimborso dell'importo del pegno. La famiglia Jörger, nuova responsabile della struttura, era presente nell'Alta Austria sin dal XIII secolo. I suoi membri appartenevano al cavalierato e probabilmente lavorarono per i conti di Schaunberg finché questi riuscirono ad acquisire numerose signorie proprie nell'Alta e nella Bassa Austria. Con Helmhard Jörger, tra il 1578 e il 1582, il vecchio castello fu ampliato e restaurato in modo da diventare un rappresentativo castello rinascimentale con una nuova ala residenziale e altri notevoli miglioramenti e in questo periodo il castello conobbe il suo secondo periodo di massimo splendore. La famiglia Jörger era protestante e soprattutto Karl Jörger non si sottrasse ai conflitti con i preti cattolici del suo dominio. La rivolta contadina dal 1595 al 1597 ebbe nel territorio solo un effetto marginale ma il custode venne minacciato e fu costretto a consegnare alcune armi ai contadini. Nel 1610 il passaggio delle truppe imperiali del colonnello Laurentius Rammé provocò localmente gravi devastazioni. Dopo la reazione della controriforma Karl Jörger fuggì prima a Venezia e poi nel Württemberg ma fu arrestato e imprigionato nella fortezza Oberhaus di Passau, dove morì nel 1623. Dopo la sua fuga i beni della famiglia Jörger furono immediatamente confiscati. Il castello passò brevemente al principe Johann Ulrich von Eggenberg e subito dopo al governatore bavarese dell'Austria, il conte Adam Herberstorff, noto per la sanguinosa repressione della rivolta dei contadini dell'Alta Austria. Questi non era bavarese ma veniva dalla Stiria e non gli venne permesso di mantenere l'intera proprietà e anche se aveva grandi progetti non poté realizzarli. Inoltre vi soggiornò raramente perché preferiva il suo castello a Ort vicino a Gmunden. Dopo la morte del conte, divenuto ormai governatore imperiale, la sua vedova dovette vendere la tenuta all'abbazia di Kremsmünster, che da allora ne ha mantenuto la proprietà. Alla fine del XVII secolo, a causa dell'imminente minaccia turca, vennero rinforzate le difese con palizzate e altre strutture. Le torri previste non furono mai costruite. L'amministrazione intanto continuò ad essere affidata a persone di fiducia. Quando nel 1692 la minaccia turca fu finalmente scongiurata, la sede amministrativa fu trasferita a Neu-Pernstein, in una posizione più comoda nella valle. Nel XVII secolo fu gravemente e ripetutamente danneggiato da fulmini e incendi tanto che il mastio dovette poi essere parzialmente smantellato. Nei secoli successivi il castello non fu ben mantenuto ma non cadde mai in rovina e venne utilizzato principalmente come casino di caccia. Intorno al 1790 i pezzi migliori dell'armeria del castello dovettero essere ceduti all'imperatore Francesco I, che li fece installare a Laxenburg. Nel 1851 la cappella del castello venne profanata. Nel 1946 abbazia di Kremsmünster affittò il maniero alla diocesi di Linz, che lo fece restaurare tra il 1948 e il 1957 e da allora lo utilizza come casa di accoglienza per giovani cattolici.

## Descrizione

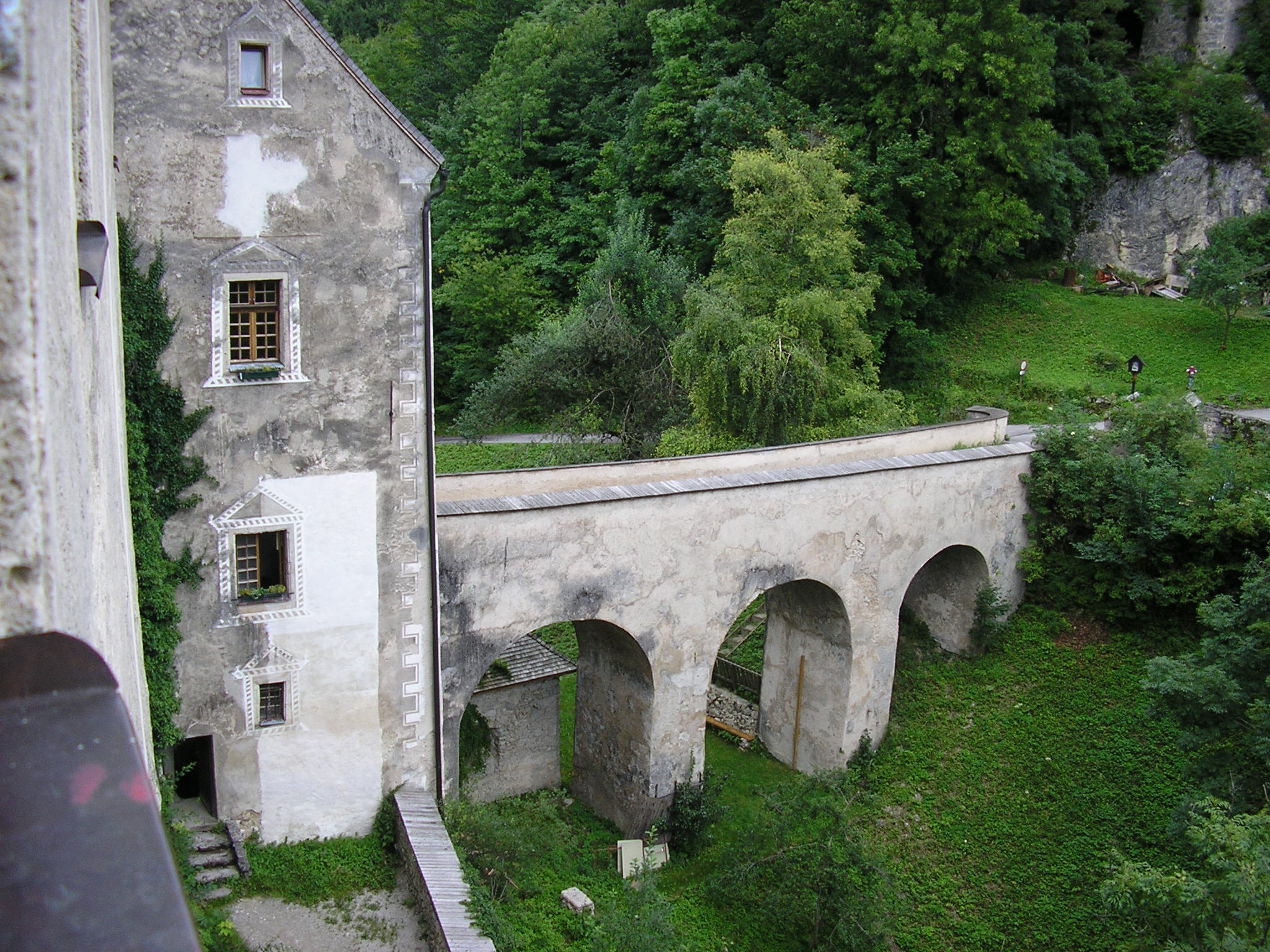
Ponte ad arcate del castello

Il castello di Altpernstein si trova nell'omonima frazione a Micheldorf in Oberösterreich, comune austriaco del Distretto di Kirchdorf an der Krems, Land dell'Alta Austria. Si tratta di una struttura ben conservata posta su uno sperone roccioso sopra la Kremstal ed è protetto su tre lati dallo strapiombo roccioso. Il complesso risale principalmente alla famiglia Jörger ed è interessante notare che mancano completamente strutture difensive come torri per cannoni, merlature e feritoie a causa della sua trasformazione in palazzo. Inoltre, probabilmente a causa del terreno, non ha né un posto di guardia né un cortile esterno. L'edificio principale allungato si alza per quattro piani e la copertura è un tetto a due falde ripide. Le sue numerose finestre indicano che all'epoca della sua costruzione l'esigenza abitativa era già in primo piano e la funzione difensiva e militare ormai non era più essenziale. A est l'edificio del cancello a due piani sporge in modo significativo e presenta ancora tracce di semplici pitture a graffito sul lato sud. Nel seminterrato erano allestiti sotterranei senza finestre, ai quali conduceva un sistema di scale a chiocciola. Il massiccio portale rinascimentale ha una cornice rustica. Alla porta si accede solo attraverso un robusto ponte a tre arcate costruito su una gola rocciosa che funge da fossato. Prima del 1740 il ponte era una struttura in legno e la sua parte finale era un ponte levatoio. La parte occidentale del castello, che si sviluppa su tre lati di uno spuntone di roccia è, insieme al mastio, una delle parti più antiche del castello. Più a ovest vi sono semplici mura con una piccola torre utilizzata come terrazza panoramica. Gli ingressi a sud e ad est erano assicurati da strutture di porte ancora parzialmente conservate. Molto probabilmente ci si aspettava che il nemico arrivasse da sud e fu quindi costruita una seconda torre circolare, collegata al castello tramite bastioni e fossati. Il minuscolo cortile interno è del primo Rinascimento e successivamente ricostruito più volte. La cappella del castello si trova sopra la parte interna del passaggio con volta a botte. La sua sala ha copertura a volta a due campate, decorata con ricchi stucchi risalenti al XVII secolo. Nel presbiterio è visibile lo stemma del conte Adam Herberstorff e di sua moglie Maria Salome von Preysing. Il mastio trapezoidale confina con l'abside semicircolare della cappella e la sua muratura è ancora visibile solo sul lato ovest del cortile. Al primo piano dell'ala principale si trova la Sala dei Cavalieri dal soffitto con travi scure della fine del XVIII secolo che sarebbe stato trattato con sangue di toro per aumentarne la durata. La struttura viene utilizzata come casa per giovani e ospita locali per la ristorazione.

### Bene architettonico tutelato
il castello di Altpernstein è stato posto sotto tutela dei monumenti da parte della Repubblica austriaca col numero 57922.